# Fiocchi di cotone per Jeanie
Fiocchi di cotone per Jeanie (風の中の少女 金髪のジェニー?, Kaze no naka no shōjo kinpatsu no Jenī, letteralmente "Jeanie la ragazza bionda nel vento") è un anime realizzato nel 1992 dalla Nippon Animation, ed andato in onda per 52 episodi su TV Tokyo. 
In Italia la serie è stata acquistata da Fininvest e trasmessa su Italia 1 dal giugno del 1994. La storia dell'anime è ispirata dalla canzone Jeannie With the Light Brown Hair, scritta e musicata da Stephen Foster nel 1854, ed è in parte tratta da un romanzo di Fumio Ishinomori.

## Trama
La storia dell'anime comincia in una piccola città in Pennsylvania, nel 1838, negli anni successivi all'abolizione della schiavitù nera. Jeanie MacDowell è una graziosa ragazza dai lunghi capelli biondi che adora suonare il pianoforte, di cui prende lezioni dalla madre. Stephen, un buon suonatore di armonica, e Bill, un ragazzo che suona il banjo, sono i migliori amici di Jeanie. I tre ragazzi suonano spesso insieme come fossero una piccola band.
Tuttavia la vita di Jeanie cambia drammaticamente dopo l'improvvisa morte della madre. Avendo fatto tesoro della triste esperienza, Jeanie decide di dedicare la propria vita nell'aiutare le persone che soffrono per malattia. Dopo breve tempo il padre si risposa e i rapporti tra Jeanie e la matrigna sono problematici, soprattutto all'inizio. Terminata la scuola media, Jeanie, per seguire la sua vocazione e anche per allontanarsi da casa, chiede di essere mandata in un collegio per imparare la professione di medico. Purtroppo alcune compagne e la direttrice la prendono in antipatia, ma per fortuna a sostenerla c'è Bill, che riesce a trovare un lavoro nel campus. Dopo un po' comunque i contrasti si appianano, e Jeanie riesce a diplomarsi e a fare ritorno a casa insieme a Stephen.
Anche qui, però, i problemi non tardano a presentarsi. Bill, che aveva cominciato a suonare in una jazz band, perde "l'ispirazione" e non riesce più a suonare, e per questo abbandona la band. Intanto Jeanie comincia un periodo di tirocinio presso un medico severo ed austero, in una cittadina con un orfanotrofio molto povero dove lei alloggia. La cittadinanza però non accetta volentieri l'orfanotrofio e i suoi ragazzi, e Jeanie dovrà affrontare l'ostilità del sindaco dovendo reperire i soldi necessari per non far chiudere l'istituto; ma, con il passare del tempo, i sentimenti che legano la ragazza e Stephen diventeranno più profondi. La storia termina con un lieto fine: Jeanie, diventata medico, sposa il suo Stephen, mentre Bill ritrova la voglia di suonare. La frase conclusiva della serie spiega che "Nell'aprile 1850 io e Stephen ci sposammo! Dalla nostra felice unione nacque una splendida bambina..."

## Personaggi
Jeanie MacDowell (ジェニー マクダウェル?, Jenī Makudaweru)
È una ragazza di bell'aspetto dai lunghi capelli biondi residente a Lawrenceville, ama suonare il pianoforte, strumento che la madre le insegna dall'infanzia. Figlia di Angela e Freddie MacDowell, la madre insegnante di pianoforte e il padre dottore del paese.
Stephen C. Foster (スチーブン?, Suchībun)
È uno dei più cari amici di Jeanie, con cui l'amicizia si trasformerà in amore, proprio come nel romanzo. Compone musiche per l'armonica che suona molto bene.
Bill (ビル?, Biru)
Amico di Jeanie e Stephen, anche lui appassionato di musica, suona il banjo.
Diana: figlia di un grosso imprenditore, si reca a Lawrenceville per far curare suo padre malato dal padre di Jeanie.
Mami: madre di Bill, governante presso casa MacDowell, cucina molto bene in particolare le torte.
Sig.ra Margaret: è una delle insegnanti della scuola di Lawrenceville, ha perso la madre, ha un carattere molto disponibile verso i suoi studenti.

## Colonna sonora

### La canzone che ha ispirato la serie
La canzone Jeanie With The Light Brown Hair a cui la serie si è in parte ispirata, è stata scritta nel 1854 da Stephen Foster che la dedicò alla moglie Jane McDowell.
I dream of Jeanie with the light brown hair,

Borne like a vapor on the sweet summer air;

I see her tripping where the bright streams play,

Happy as the daisies that dance on her way.

Many were the wild notes her merry voice would pour,

Many were the blithe birds that warbled them o'er:

I dream of Jeanie with the light brown hair,

Floating, like a vapor, on the soft summer air.
I long for Jeanie with the daydawn smile,

Radiant in gladness, warm with winning guile;

I hear her melodies, like joys gone by,

Sighing round my heart o'er the fond hopes that die:

Sighing like the night wind and sobbing like the rain,

Waiting for the lost one that comes not again:

I long for Jeanie, and my heart bows low,

Never more to find her where the bright waters flow.
I sigh for Jeanie, but her light form strayed,

Far from the fond hearts round her native glade;

Her smiles have vanished and her sweet songs flown,

Flitting like the dreams that have cheered us and gone.

Now the nodding wild flowers may wither on the shore

While her gentle fingers will cull them no more:

Oh! I sigh for Jeanie with the light brown hair,

Floating, like a vapor, on the soft summer air.

 

### Altre canzoni
Per tutte le canzoni che accompagnano la serie testi e musica sono di Stephen C. Foster.

### Sigle
Sigla iniziale giapponese
- "Taiyō o oikakete" (太陽を追いかけて? lett. "Inseguendo il sole")

Testo di Kazunori Sonobe; musica ed arrangiamento di Tomoki Hasegawa; è interpretata da Mitsuko Horie.
Sigla finale giapponese
- "Omoide no kagami" (思い出の鏡? lett. "Lo specchio dei ricordi")

Testo di Mitsuko Shiramine; musica ed arrangiamento di Hideo Shimazu; è interpretata da Mitsuko Horie.
Sigla iniziale e finale italiana
- "Fiocchi di cotone per Jeanie"

Testo di Alessandra Valeri Manera; musica di Ninni Carucci; è interpretata da Cristina D'Avena e il coro dei Piccoli Cantori di Milano.
Nell'edizione andata in onda su Anime Gold la canzone è stata trasmessa sulle immagini delle sigle originali giapponesi, inoltre nella sigla di coda è stata utilizzata una strofa non presente nella versione di testa né nel taglio di Italia 1 (Ti accorgerai / che in fondo ad ogni verità / se guarderai / c'è un'altra verità / due verità / per me non fanno una bugia / ma la realtà / fra amore e fantasia).
L'edizione spagnola trasmessa su Telecinco nel 1997, presenta la stessa edizione italiana poiché la rete è di proprietà Mediaset. Infatti, la sigla italiana è stata tradotta in lingua locale da Soledad Pilar Santos.

## Doppiaggio
Il doppiaggio italiano della serie è stato eseguito presso lo studio Deneb Film di Milano sotto la direzione di Guido Rutta. La traduzione dall'originale giapponese è stata eseguita presso la C.I.T.I. e i dialoghi italiani sono a cura di Annalisa Costantino e Sergio Romanò.
| Personaggio          | Doppiatore originale | Doppiatore italiano                                                        |
| -------------------- | -------------------- | -------------------------------------------------------------------------- |
| Jeanie MacDowell     | Mitsuko Horie        | Debora Magnaghi (dialoghi) Emanuela Pacotto (canto)                        |
| Stephen              | Toshiko Fujita       | Diego Sabre                                                                |
| Bill                 | Masami Kikuchi       | Patrizia Scianca (1ª voce, ep. 1-38) Davide Garbolino (2ª voce, ep. 50-52) |
| Freddy MacDowell     | Kinryuu Arimoto      | Mario Zucca                                                                |
| Angela MacDowell     | Waka Kanda           | ?                                                                          |
| Diana                | Masako Katsuki       | Caterina Rochira                                                           |
| Joe                  | Takkō Ishimori       | Mario Scarabelli                                                           |
| Dott. Duncan         |                      | Adolfo Fenoglio                                                            |
| Hellen               |                      | Emanuela Pacotto                                                           |
| Robert               | Hiro Yūki            | Davide Garbolino                                                           |
| Signorina Garland    | Rumiko Ukai          | Marina Thovez                                                              |
| Jackson              |                      | Antonio Paiola                                                             |
| Betty Lambert        | Yuri Shiratori       | Roberta Gallina Laurenti                                                   |
| Kathy Winter         | Masako Miura         | Elisabetta Spinelli                                                        |
| Maura Thompson       | Kumiko Nishihara     | Veronica Pivetti                                                           |
| Carla Kleighton      | Sakiko Tamagawa      | Dania Cericola                                                             |
| Patty                |                      | Patrizia Salmoiraghi                                                       |
| Julia                |                      | Lara Parmiani (1ª voce) Emanuela Pacotto (2ª voce)                         |
| Hilary               |                      | Alessandra Karpoff                                                         |
| Sorella Nancy Conrad | Sumi Shimamoto       | Patrizia Scianca                                                           |
| Dottor Jason         |                      | Giorgio Melazzi                                                            |
| Hermann              |                      | Claudio Moneta                                                             |
| Dott. Jensen         |                      | Alberto Olivero                                                            |
| Thomas               |                      | Paolo Torrisi                                                              |

## Episodi
| Nº | Titolo italiano Giapponese 「Kanji」 - Rōmaji | In onda           | In onda |
| Nº | Titolo italiano Giapponese 「Kanji」 - Rōmaji | Giapponese        |         |
| 1  | Il mio paese 「故郷の人々」 - Kokyō no hitobito | 15 ottobre 1992   |         |
| 1  | Per la festa di Pasqua, a Lawrenceville si tiene una parata e Robert, il figlio del sindaco, vuole invitare Jeanie ad andarci con lui. La ragazza però preferisce la compagnia di Stephen e Bill, suoi grandi amici di infanzia. Purtroppo i genitori di Jeanie non possono prendervi parte perché una donna di nome River è malata di appendicite e dev'essere operata con urgenza. L'operazione va a buon fine e nei giorni a seguire la signora River si ristabilisce. |                   |         |
| 2  | La corsa ippica 「草競馬」 - Kusakeiba | 22 ottobre 1992   |         |
| 2  | A Lawrenceville si terrà una corsa ippica, e Stephen intende partecipare con il suo cavallo Thunder. Anche se il cavallo si ammala, Stephen è così determinato da scommettere con Robert il pendaglio che gli è stato regalato da Jeanie per il suo compleanno. Il giorno della gara, Thunder non è ancora guarito; Stephen decide che la cosa giusta da fare è non disputare la corsa e Jeanie e Bill si complimentano con lui. |                   |         |
| 3  | Buon viaggio mamma 「死なないで母さん」 - Shina naide kaasan | 29 ottobre 1992   |         |
| 3  | La mamma di Jeanie è malata al cuore ma non dimostra di essere in fin di vita. Infatti suo marito, che ha chiesto consiglio a un suo collega medico, è l'unico a sapere che vivrà per poco tempo, ma sceglie di non dare la notizia alla famiglia per non turbare gli ultimi giorni di Angela. Dopo pochi giorni, quando suona con Jeanie al pianoforte, lentamente si accascia a terra e viene a mancare. |                   |         |
| 4  | Lacrime e stelle in cielo 「涙は星のかなたに」 - Namida wa hoshi nokanatani | 5 novembre 1992   |         |
| 4  | Jeanie non accetta la morte della madre, rifiuta di andare a scuola e si comporta sgarbatamente anche con Stephen, Bill e Robert che cercano di allietarla suonando per lei. Suo padre decide di parlarle e le racconta di come sapeva la verità sulla malattia di Angela e perché non ne ha parlato con Jeanie; la ragazza dopo un po' comprende le ragioni del padre, perdona Stephen per avergli gettato l'armonica e torna a essere felice come prima. |                   |         |
| 5  | Un paziente arrogante 「華やかな患者さん」 - Hanaya kana kanja san | 12 novembre 1992  |         |
| 5  | Durante un viaggio di affari in treno, un uomo e sua figlia sono costretti a fermarsi a Lawrenceville per un malore dell'anziano affarista. I due vengono portati a casa del dottor McDowell, il quale impone al signore di rimanere sotto le sue cure per qualche giorno e offre alla figlia ospitalità in casa sua. I due ospiti sono di famiglia nobile, e inizialmente non apprezzano la casa e il paese in cui si trovano, ma la donna mostrerà gratitudine verso il dottore e la figlia Jeanie per essersi curati di suo padre. |                   |         |
| 6  | La promessa di papà 「お父さんとの約束」 - Otōsan tono yakusoku | 19 novembre 1992  |         |
| 6  | Per il 35º anniversario della fondazione della scuola di Lawrenceville, gli scolari preparano uno spettacolo. Robert e i suoi amici reciteranno la storia di Robin Hood, Stephen suonerà una sua nuova composizione, e Jeanie interpreterà un monologo di Giulietta (a sua madre piacevano molto le opere di Shakespeare). Suo padre le promette di assistere alla recita, ma quel giorno si presenta un paziente improvviso da curare e arriva troppo tardi a scuola. Nonostante non abbia mantenuto la promessa, Jeanie lo perdona e ripete la sua interpretazione per lui. |                   |         |
| 7  | Un regalo di compleanno inaspettato 「意外なプレゼント」 - Igai na purezento | 26 novembre 1992  |         |
| 7  | La signorina Diana torna a Lawrenceville per ringraziare il dottore per aver curato suo padre. In occasione del suo compleanno Diana porta molti regali a Jeanie, tra cui anche una grande torta che fa sfigurare quella fatta in casa da Nell. Quella sera Diana chiede a Freddy di poter lavorare assieme a lui come infermiera e di educare Jeanie in vista del suo debutto in società. |                   |         |
| 8  | Che cosa vuole Diana? 「ダイアナさんの謎」 - Daiana san no nazo | 3 dicembre 1992   |         |
| 8  | Gli abitanti di Lawrenceville si domandano se Diana sia venuta solo per festeggiare il compleanno di Jeanie o anche per un altro motivo. Quel pomeriggio Jeanie scopre che Diana ha cominciato a fare l'infermiera assistendo suo padre nel lavoro e ha ultimato il lavoro di arrotolare le bende che voleva finire Jeanie. |                   |         |
| 9  | La vendita di beneficenza 「友情のバザー」 - Yūjō no bazā | 10 dicembre 1992  |         |
| 9  | Scoppia un incendio al negozio degli Herrol e Jeanie si ritiene responsabile per non aver agito quando ha visto una pallina di carta entrare e avvicinarsi alla stufa, ma in realtà è stata la signora Herrol a causare l'incendio perché non ha spento il falò in giardino. Diana organizza una vendita di beneficenza per aiutare economicamente la famiglia rimasta vittima dell'incendio, alla quale prendono parte tutti i ragazzi e, suo malgrado, il sindaco di Lawrenceville, offrendo alcuni loro beni. |                   |         |
| 10 | Jeanie è scappata 「一人ぼっちの夜」 - Hitori bocchi no yoru | 17 dicembre 1992  |         |
| 10 | Jeanie chiede a Diana un sincero responso e lei le confessa di voler sposare suo padre, assumendo allo stesso tempo la responsabilità di educare Jeanie in qualità di madre. La ragazza non sopporta l'idea di avere una nuova mamma perché è ancora molto affezionata ad Angela, e così scappa di casa finché Stephen e Bill non la trovano. La notizia del desiderio di Diana giunge anche al dottor Freddy, che in primo luogo non sa come comportarsi, ma dopo qualche esitazione raggiunge Diana alla stazione per impedire di tornare a New York. |                   |         |
| 11 | La decisione di Jeanie 「お父さんの決意」 - Otōsan no ketsui | 25 dicembre 1992  |         |
| 11 | Jeanie non se la sente di andare a scuola, perciò va in chiesa a pregare per sua madre. Il signor Johnson, il padre di Diana, si presenta alla casa del dottor MacDowell per riportare a casa sua figlia, in quanto ha già un fidanzato che l'aspetta a New York e capisce che lì non è gradita da Jeanie. Fraddy si rende conto di amarla, ma non potendo fare un torto a sua figlia decide di rinunciare a lei. Grazie a una riflessione avuta in precedenza con Stephen, Jeanie capisce che non potrà assistere suo padre per tutta la vita e che la scelta migliore per lui è quella di sposare Diana, quindi corre alla stazione e implora Diana di tornare da suo padre per coronare il loro amore. |                   |         |
| 12 | Finalmente primavera 「新しい旅立ち」 - Atarashii tabidachi | 29 dicembre 1992  |         |
| 12 | Torna la primavera e, come promesso, Diana ritorna a Lawrenceville in compagnia di suo padre, sua zia e Thomas, un ragazzo di buona famiglia dell'età di Jeanie. Thomas fa subito amicizia con Jeanie, e i suoi amici, gelosi di lui, lo prendono di mira facendogli degli scherzi. Thomas dimostra di saper suonare il piano meglio di Stephen e arriva addirittura a rinfacciarglielo, ma non appena scopre che la melodia che suona di solito è stata composta proprio da lui gli chiede scusa riconoscendo il suo talento. Arriva il tanto atteso matrimonio tra Freddy e Diana, e proprio quel giorno Stephen annuncia a Jeanie che dovrà partire per New York per studiare legge, come ordinatogli da suo padre. |                   |         |
| 13 | Il sogno di Bill 「強い友情のきずな」 - Tsuyoi yūjō no kizuna | 29 dicembre 1992  |         |
| 13 | Joe sta costruendo un altro pozzo in vista della coltivazione dei nuovi campi nella prossima stagione e racconta a suo figlio che ricevette in dono da suo padre un coltellino quando dimostrò di essere maturo. Bill vorrebbe esserlo altrettanto, ma in due occasioni non riesce a dimostrarlo causando degli incidenti. Mentre Joe ripara la vecchia casa dei Foster, incendiata per errore da Bill, quest'ultimo finisce di scavare il nuovo pozzo e riceve il tanto desiderato coltellino. |                   |         |
| 14 | Un regalo da Hellen 「大切なおくりもの」 - Taisetsu na okuri mo no | 14 gennaio 1993   |         |
| 14 | Jeanie e Stephen fanno la conoscenza di Hellen, una ragazza nomade che si trova da quelle parti con la sua famiglia per la raccolta del cotone. Hellen e suo fratello Jimmy vivono da soli mentre i loro genitori lavorano, e cacciano per sostentarsi, perciò Jeanie porta loro dello stufato, un vaso di caramelle e dei vestiti per Hellen, ma quest'ultima non accetta tutti questi doni. Grazie all'amicizia con Hellen, Jeanie capisce che da grande vorrà seguire le orme di suo padre. Nel frattempo Freddy si è recato a New York per seguire la cura di Robert e approfondire le sue conoscenze mediche. |                   |         |
| 15 | Addio Stephen 「さよならの朝」 - Sayonara no asa | 21 gennaio 1993   |         |
| 15 | Jeanie, Stephen e Bill trovano una volpe caduta in una trappola nel bosco e la liberano. Il padre di Jeanie le cura la zampa, e la ragazza le si affeziona al punto di non volerla più liberare. Quando finalmente Jeanie decide di riportarla nel bosco finisce in una buca assieme al suo cagnolino Tray, e vengono salvati da Stephen e Bill che sono andati a cercarla. Stephen raggiunge in tempo il suo treno per andare a New York, saluta i suoi amici e riceve da Robert il pendaglio che gli regalò Jeanie. |                   |         |
| 16 | Due lettere importanti 「運命の二通の手紙」 - Unmei no nitsū no tegami | 28 gennaio 1993   |         |
| 16 | Freddy riceve la notizia di aver vinto una borsa di studio per aggiornare le sue conoscenze mediche e dovrà andare a studiare a Parigi per un anno. Diana non accoglie con gioia questa cosa soprattutto perché l'ha saputa all'improvviso, invece Jeanie incoraggia suo padre. Non appena il dottor MacDowell parte, il sindaco di Lawrenceville dà il via alla costruzione di un nuovo ospedale. Diana assume l'istitutrice Sandra e la sua domestica Connie per educare Jeanie. |                   |         |
| 17 | Lawrenceville addio 「さよなら故郷」 - Sayonara kokyō | 4 febbraio 1993   |         |
| 17 | Diana riesce a fare ammettere Jeanie in una scuola prestigiosa ma ella non ne è contenta. Bill scolpisce per la sua amica un animaletto di legno come ricordo e glielo porta in camera sua, venendo sorpreso da Sandra. Quest'ultima decide di punirlo ma Joe glielo impedisce. Venendo meno al codice di condotta dei domestici, tutta la famiglia è costretta a lasciare la casa dei MacDowell e viene assunta dai Foster. Jeanie riceve da Stephen la notizia della prima donna diventata medico e decide che frequenterà anche lei la stessa scuola preparatoria. Diana, che aveva lo stesso sogno, le concede di perseguirlo e quindi di partire per New York. |                   |         |
| 18 | Una nuova scuola 「新しい生活」 - Atarashii seikatsu | 11 febbraio 1993  |         |
| 18 | Stephen accompagna Jeanie dalla stazione alla sua nuova scuola e l'aspetta fuori dal cancello. Jeanie conosce la direttrice Hamilton e la responsabile del dormitorio, la signorina Garland, che le spiega le regole del collegio. Appena arrivata nella sua stanza Jeanie scopre che qualcuno ha rubato la foto di sua madre e il rossetto di Betty, una sua compagna di stanza arrivata anche lei quello stesso giorno. A sottrarre quegli averi è stata la signorina Garland con l'intento di evitare distrazioni allo studio delle studentesse. Le ragazze vanno nell'ufficio della direttrice per chiedere di riaverli ma vengono sorprese entrare senza permesso. Jeanie viene rinchiusa in una stanza buia per tutta la notte e Stephen viene mandato via. |                   |         |
| 19 | Una bella domenica 「楽しみな日曜日」 - Tanoshimi na nichiyōbi | 18 febbraio 1993  |         |
| 19 | Jeanie va a parlare con la direttrice dopo essere uscita dalla stanza delle punizioni e riceve indietro la foto di sua madre e il rossetto di Betty, dopodiché le viene servita la colazione e la divide con la sua amica, che non l'ha ricevuta per essersi alzata tardi. Il giorno di libera uscita dal collegio la signorina Garland punisce Betty per i suoi fiocchi vistosi e vorrebbe impedirle di uscire con i suoi genitori, ma Jeanie interviene e per non togliere l'uscita a tutte resta lei sola a scuola. |                   |         |
| 20 | Anna Marie 「アンナマリー先生」 - Anna Marī sensei | 25 febbraio 1993  |         |
| 20 | Jeanie sospetta che la posta venga controllata prima di arrivare alle studentesse, e ne ha la conferma quando si incontra con Stephen una domenica, durante un'esperienza di volontariato in un orfanotrofio. Per aver permesso a Jeanie e Stephen di incontrarsi e per aver accusato la signorina Garland di ispezionare la posta senza fornire delle prove, la signorina Anna Marie viene licenziata. |                   |         |
| 21 | Jeanie dà spettacolo 「待ち遠しい発表会」 - Machidooshii happyōkai | 4 marzo 1993      |         |
| 21 | Il colonnello Wayne, presidente del consiglio direttivo della scuola, annuncia che le studentesse prepareranno un saggio da presentare ai parenti. Il tema sarà a libera scelta, così Jeanie propone alla sua classe di presentare una canzone sulla libertà e durante le prove viene aiutata da Bill, che ha iniziato da poco a lavorare nel collegio. Il tema della recita della classe di Jeanie è molto scomodo per la signorina Garland, ma nonostante questo le ragazze riescono a portarlo in scena e a vincere il primo premio. |                   |         |
| 22 | L'orologio d'oro 「友情の金時計」 - Yūjō no kindokei | 11 marzo 1993     |         |
| 22 | Nella posta in arrivo, Hilary individua un pacco con un orologio d'oro e, mentre corre dalla signorina Garland per chiederle cosa farne, Maura entra nell'ufficio per spedire una lettera e prende l'orologio sulla scrivania per osservarlo. Bill sta per entrare nell'ufficio per svuotare il cestino, così Maura scappa senza accorgersene con l'orologio in mano. La signorina Garland, non avendo ricevuto nessuna confessione del furto, la mattina dopo ispeziona le camere delle studentesse e Jeanie, che è stata incastrata da Kanna, riesce a nascondere l'orologio durante l'ispezione ma viene scoperta quando quella notte lo riporta all'ufficio. Il giorno seguente Bill trova nella buca dei rifiuti la lettera indirizzata a Jeanie che allegava l'orologio e Maura la porta dalla signorina Garland confessandole il furto. Contestualmente il colonnello Wayne, giunto per prendere provvedimenti verso Jeanie, redarguisce la signorina Garland e Hilary per aver aperto quel pacco senza permesso.                                                                               |                   |         |
| 23 | Fine di un'amicizia 「狙われた友情」 - Nerawareta yūjō | 18 marzo 1993     |         |
| 23 | Si avvicinano le vacanze per il giorno del ringraziamento. Una sera, mentre Jeanie si assenta dalla cena per pregare per Stephen ammalato, una misteriosa presenza nasconde nei cassetti delle studentesse del primo anno le domande di un compito di matematica saltando quello di Jeanie. Per punizione la signorina Garland vieta a tutte, fuorché Jeanie, la vacanza. La ragazza vorrebbe rinunciarvi anche lei ma, essendo troppo preoccupata per la malattia di Stephen, ne approfitta per andarlo a trovare assieme a Bill. Tutte le ragazze credono che la colpevole sia Jeanie e lei rimane senza un'amica. |                   |         |
| 24 | Il giorno del ringraziamento 「私は負けない」 - Watashi wa makenai | 25 marzo 1993     |         |
| 24 | Stephen ha preso gli orecchioni ma riesce comunque a dare coraggio a Jeanie, che vorrebbe lasciare la scuola. Il giorno dopo Jeanie torna al collegio interrompendo le sue vacanze per cercare un testimone oculare, ma contemporaneamente la signorina Garland sta ordinando a tutti gli inservienti di non proferirle niente. Jackson si fa convincere e, anche se rischia di essere licenziato, accusa apertamente Kanna, la quale confessa. La signorina Garland vorrebbe espellere la studentessa e licenziare Jackson, ma siccome il consiglio direttivo è in ferie Jeanie le propone semplicemente di ripristinare le vacanze per tutte le ragazze, e la signorina acconsente. Tuttavia Jeanie rimane a scuola ammalata, essendo stata contagiata da Stephen. |                   |         |
| 25 | Bianco Natale 「一人ぼっちの聖夜」 - Hitori bocchi no seiya | 25 marzo 1993     |         |
| 25 | Diana porta Jeanie nella sua casa di New York per farla partecipare a una festa di Natale, ma Jeanie si sloga una caviglia scendendo le scale e rimane a casa da sola a letto. Due ladri che sapevano che la casa sarebbe rimasta vuota vi si introducono. Jeanie riesce a spaventarli facendo credere loro che in casa c'è un fantasma ma i ladri scoprono il trucco ascoltando Stephen e Bill fuori dalla porta. I due ragazzi volevano portare a Jeanie Tray come regalo di Natale, ed è proprio il cagnolino che entra in casa fiutando il pericolo che salva Jeanie dai due mascalzoni. |                   |         |
| 26 | La signorina Garland e lo spirito maligno 「学院おばけ騒動」 - Gakuin obake sōdō | 8 aprile 1993     |         |
| 26 | Una notte la signorina Garland si imbatte in un lupo, come nella storia dell'orrore di un libro sequestrato a Betty. Si sospetta che la bestia sia Tray scappato dalla custodia di Stephen, ma Jeanie e Bill sono sicuri del contrario. La signorina Garland ordina comunque di catturarlo e viene attaccata nuovamente dal lupo. In quel frangente Tray la aiuta mettendo in fuga il lupo e le studentesse e Jackson convincono la signorina Garland a tenerlo nella scuola per prevenire altre incursioni del lupo, anche se dovrà rimanere legato. |                   |         |
| 27 | Verso la libertà 「自由への旅立ち」 - Jiyū e no tabidachi | 15 aprile 1993    |         |
| 27 | Le ragazze organizzano un pic-nic con Stephen e Bill al quale prende parte anche Betty nonostante sia in punizione. Prima di tornare, Rosa si ferisce scendendo da un albero e la signorina Garland incolpa Jeanie per tutto quanto. Le sue amiche, non d'accordo con la decisione della signorina Garland che sfocerà nell'espulsione di Jeanie, non rispettano più le regole e saltano i pasti in segno di protesta. La signorina Garland non torna sulla sua decisione ma incorre in un grosso guaio quando il consiglio direttivo viene a sapere dell'accaduto, e rischia di venire licenziata. Jeanie allora chiede di venire punita al suo posto, ma il consiglio decide di perdonare entrambe. La signorina Garland è grata a Jeanie per il suo altruismo e da quel giorno diventa meno rigida e più comprensiva. |                   |         |
| 28 | Una nuova compagna 「美しき転校生」 - Utsukushiki tenkōsei | 22 aprile 1993    |         |
| 28 | Al collegio entra una nuova studentessa chiamata Julia. Dice di venire da un orfanotrofio e nonostante sia più grande di due anni viene assegnata alla classe di Jeanie. Un giorno le ragazze organizzano una gita a New York con Stephen e Bill e invitano anche Julia, che accetta dopo qualche indecisione. In città un losco individuo tenta di catturare Julia e tutte le amiche l'aiutano a scappare finendo in una barca senza remi e quindi in balia della corrente. |                   |         |
| 29 | Il primo amore 「恋する少女たち」 - Koisuru shōjotachi | 29 aprile 1993    |         |
| 29 | Le ragazze, Stephen e Bill si ritrovano fortunatamente davanti al collegio in piena notte, e Julia, che spiega alla direttrice come sono andate le cose, evita una punizione alle sue amiche. Marcus, il maggiordomo che inseguiva Julia, si presenta al collegio il giorno dopo per pregare la direttrice di lasciar tornare Julia a casa. La ragazza si è innamorata di Stephen e vorrebbe ricambiare l'aiuto ricevuto comprandogli un pianoforte, quindi esce di nascosto dalla scuola e porta Stephen in un negozio di strumenti per fargli scegliere un piano. |                   |         |
| 30 | Com'è difficile crescere 「ちょっぴり大人に」 - Choppiri otona ni | 6 maggio 1993     |         |
| 30 | Stephen dice a Julia che non vuole accettare il suo regalo perché il suo sogno è quello di riuscire a comprare un pianoforte con i suoi risparmi. Stephen e Julia scappano dal proprietario del negozio che ha riconosciuto la ragazza e Jeanie li raggiunge a casa di Stephen per dire all'amica che dovrebbe smettere di fuggire e parlare apertamente con suo padre. Julia in realtà è una ragazza di buona famiglia ed è stata costretta a fidanzarsi con un ragazzo che non conosce nemmeno, quindi è scappata nel collegio St. Mary perché conosceva la direttrice. Jeanie, che era mossa dalla gelosia per Stephen, capisce in seguito che il motivo della fuga di Julia è sincero e la aiuta allontanando Marcus ancora una volta. Quando capisce che non c'è più niente da fare, Julia accetta di tornare a casa e di incontrare almeno una volta il suo promesso fidanzato. |                   |         |
| 31 | Tempo di vacanze 「楽しい筈の夏休み」 - Tanoshii hazu no natsuyasumi | 13 maggio 1993    |         |
| 31 | Iniziano le vacanze estive e Jeanie, Stephen, Bill e Tray fanno ritorno a Lawrenceville. Alla stazione però, i due ladri che si intrufolarono in casa la vigilia di Natale rapiscono Jeanie quando è sola con l'intento di chiedere un riscatto a suo nonno e la portano sul treno diretto a Saint Louis. Tray fiuta la sua presenza e sale con Stephen e Bill sullo stesso treno. I ragazzi trovano Jeanie e riescono a scappare con lei saltando dal treno in corsa. I ladri li inseguono fino al vagone di un treno merci che si trovava nei paraggi e si avvia mentre i ragazzi sono nascosti al suo interno. Durante questo viaggio Jeanie cade dal vagone e finisce in mezzo a un bosco. |                   |         |
| 32 | La crisi di Jeanie 「ジェニーの危機」 - Jenī no kiki | 20 maggio 1993    |         |
| 32 | Jeanie si salva dall'aggressione di un puma ma viene catturata e imbavagliata da una banda di ladri di bestiame in una radura. Stephen e Bill si svegliano la mattina dopo quando il treno merci è arrivato a destinazione e ripercorrono i binari all'indietro, seguiti dai due ladri a debita distanza. Quando trovano Jeanie la liberano, e Stephen spara un colpo di fucile per agitare la mandria in modo da poter scappare. I ragazzi si ritrovano su un sentiero a ridosso si un precipizio con un fiume sul fondo e sono circondati da una parte dai due mascalzoni e dall'altra dai ladri di bestiame. |                   |         |
| 33 | Fuga all'ultimo respiro 「命がけの脱出」 - Inochigake no dasshutsu | 27 maggio 1993    |         |
| 33 | Jeanie fa credere ai ladri di bestiame che dall'altro lato del sentiero c'è lo sceriffo quando invece ci sono i due ladri Chris e Hach. Jeanie, Stephen e Bill si riparano assieme a loro in una caverna dall'altra parte del fiume e tagliano il ponte per non far passare i ladri di bestiame, che tuttavia non demordono e tentano di passare con una corda. Jeanie mette al sicuro la gamba di Hach che si è lievemente fratturata e Stephen corre a chiamare lo sceriffo. Chris e Hach non hanno più intenzione di rapire Jeanie, visto che ha dimostrato loro fiducia, e quando arriva lo sceriffo gli fanno credere di essere delle persone per bene che hanno solo aiutato i ragazzi. |                   |         |
| 34 | Compagni d'avventura 「心通い合う旅人」 - Kokoro kayoi au tabibito | 3 giugno 1993     |         |
| 34 | I ragazzi si trovano con pochi soldi e non possono comprare i biglietti del treno per tornare a Lawrenceville, allora si mettono a suonare per provare a guadagnare qualcosa ma vengono scacciati dal proprietario di un negozio. Nonostante questo vengono notati da un venditore ambulante di medicine chiamato Bernard che propone loro di unirsi a lui per facilitarsi il viaggio in cambio di cantare per attirare l'attenzione dei compratori. Bernard in realtà non vende medicine ma acqua di palude in bottigliette. Quando Bernard riceve la notizia che sua moglie è gravemente malata corre a casa sua accompagnato dai ragazzi, che lo incoraggiano a rientrare nel suo paese perché non ci mette piede da tre anni. Da lì le loro strade si dividono: Bernard si rincontra con sua moglie e i ragazzi riprendono il loro viaggio verso casa. |                   |         |
| 35 | La caccia al tesoro 「お騒がせ秘宝探検」 - Osawagase hihō tanken | 10 giugno 1993    |         |
| 35 | Jeanie, Stephen e Bill stanno per prendere una diligenza ma un vecchio approfitta della loro gentilezza con l'inganno e i ragazzi rimangono nella città. Per ringraziarli, a detta sua, dà loro una finta mappa per un tesoro indiano. Quando scopre che tre criminali hanno nascosto il loro bottino nello stesso luogo del finto tesoro e stanno per andare a prenderlo, il vecchio si fa prendere dai sensi di colpa e racconta tutto allo sceriffo. Quest'ultimo raggiunge subito il luogo indicato e cattura i banditi prima che possano nuocere ai ragazzi. Il vecchio incassa la taglia e rende ai ragazzi quanto estorto loro, che possono finalmente prendere la diligenza. |                   |         |
| 36 | Grido di verità 「真実の叫び」 - Shinjitsu no sakebi | 17 giugno 1993    |         |
| 36 | La diligenza subisce un incidente e Samuel Jensen, che passava da quelle parti, aiuta un uomo rimasto sotto la carrozza e accompagna i ragazzi nella città più vicina. Un bambino viene travolto da un cavallo imbizzarrito e nessuno può curarlo perché l'unico dottore della città, il dottor Duncan, è anche candidato sindaco e non vuole interrompere la sua conferenza. Il dottor Jensen, detto Sandy, decide allora di occuparsi lui stesso della cura del bambino operandolo d'urgenza. Il giorno seguente Sandy cura altri pazienti che aspettavano da troppo tempo di essere visitati e si viene a sapere che non è laureato in medicina. Jensen finisce sotto processo per aver esercitato la professione di medico illecitamente ma Jeanie, Stephen, Bill e la madre del piccolo lo aiutano a difendere la sua causa. |                   |         |
| 37 | Le preoccupazioni di Bill 「孤独なビルの悩み」 - Kodoku na Biru no nayami | 24 giugno 1993    |         |
| 37 | Jeanie, Stephen e Bill cercano un lavoro per guadagnare gli ultimi soldi per tornare, e mentre lo svolgono aprono un dibattito su una differenza che Bill sente di avere ma che Jeanie e Stephen non percepiscono. Al contrario di loro due, Bill non ha grandi aspirazioni e sa che la stessa realtà non può offrirgli molto per il futuro, infatti poco dopo viene accusato di aver rubato un prodotto di un emporio mentre stava solo cercando di riporlo. Prima che il proprietario dell'emporio lo porti dallo sceriffo un altro uomo di colore aggiusta la faccenda con lui e salva Bill da un'accusa ingiustificata. Bill è sorpreso dalla matura capacità di comunicazione del suo benefattore e si sente compreso da qualcuno per la prima volta. |                   |         |
| 38 | Buona fortuna Bill 「さよならビル」 - Sayonara Biru | 1º luglio 1993    |         |
| 38 | Bill trova un gruppo di musicisti, al quale appartiene anche l'uomo che l'ha aiutato, che suona in un locale, e viene invitato a salire sul palco. Dopo l'esibizione Bill chiede di unirsi a loro, però viene respinto dal capo del gruppo in quanto pensa che merita di fare una vita più agiata, al contrario di loro che hanno intrapreso quella strada perché non avevano altre possibilità. Anche Jeanie e Stephen sono restii ad accettare la partenza di Bill ma si accorgono di sbagliare a dirgli di rimanere con loro e, senza farlo sapere a Bill, convincono i musicisti ad accogliere il loro amico sapendo di agire per il suo bene. |                   |         |
| 39 | Melodia del cuore 「わが心のメロディ」 - Waga kokoro no merodi | 8 luglio 1993     |         |
| 39 | Jeanie e Stephen si fermano in un'altra città prima di tornare a Lawrenceville, nella quale si tiene un saggio musicale di pianoforte. Stephen fa la conoscenza di Jessica, una partecipante del saggio, e del suo maestro, un esperto di musica di una grande accademia nonché uno dei giudici della gara. Quando Stephen fa sentire al maestro una delle sue canzoni questi lo interrompe dopo pochi istanti giudicando rudemente quanto ascoltato. Stephen prende molto sul serio quella replica e pensa di non dover più suonare per compiacere al giudizio di un professionista, ma Jeanie è fermamente convinta che la musica del suo amico sia composta per un altro tipo di ascolto e convince gli organizzatori del saggio a concederle di suonare una sua canzone alla fine. La melodia raggiunge i cuori degli spettatori che si complimentano con un applauso, e da lì Stephen capisce qual è il motivo per cui non deve rinunciare alla musica. |                   |         |
| 40 | Il tirocinio 「ジェニー・15歳」 - Jenī jūgosai | 15 luglio 1993    |         |
| 40 | Passano due anni e Jeanie, come le sue compagne, deve fare un tirocinio come infermiera e viene assegnata all'ambulatorio del dottor Jason, un uomo che cura le persone a seconda di quanto possono pagargli. Jeanie in primo luogo si scontra con il dottore per il suo modo di fare e gli dice che se ne andrà il prima possibile, ma subito dopo arriva una richiesta urgente di visitare una donna che si cura personalmente di un orfanotrofio. La signorina Nancy Conrad preferisce rimanere senza mangiare per dare tutto il poco che ha ai suoi bambini, e così finisce spesso per consumarsi di lavoro e di fatica. Il dottor Jason la conosce e non pretende denaro da lei, ma i due litigano sempre criticandosi a vicenda. Jeanie viene incaricata di occuparsi dei bambini mentre la signorina Conrad si riprende, ma sbaglia metodo arrivando subito alla violenza. |                   |         |
| 41 | Angeli dagli occhi di ghiaccio 「冷たい瞳の天使達」 - Tsumetai hitomi no tenshitachi | 15 luglio 1993    |         |
| 41 | Il dottor Jason spiega a Jeanie che l'orfanotrofio ha bisogno di lei fintanto che la signorina Conrad dovrà stare a letto, quindi la ragazza rimane lì invece di fare il tirocinio da infermiera. L'orfanotrofio versa in pessime situazioni economiche e anche i viveri scarseggiano. Jeanie, dapprima in difficili rapporti con i bambini che non accettano la sua presenza, riesce a farsi rispettare un poco per volta, anche se riconosce di agire d'impulso e con sgarbo invece che con gentilezza come vorrebbe fare. Il giorno seguente Jeanie non trova più il porta ritratto con il ricordo di sua madre e crede che possa essere stata Michelle a prenderglielo, come al loro primo incontro nella stazione del paese, quindi le chiede se l'ha visto in giro. Dopo una risposta negativa, gli altri bambini che ancora non si fidano di lei frugano tra le sue cose convinti che stia mentendo, ma si scopre che a prendere il ritratto è stato Sam perché aveva nostalgia della mamma. Offesa per l'accusa, Michelle se ne va e Jeanie e la signorina Conrad si mettono alla sua ricerca. |                   |         |
| 42 | Il boccale della solidarietà 「グラス一杯の善意」 - Gurasu ippai no zen'i | 29 luglio 1993    |         |
| 42 | Jeanie propone di chiedere aiuto allo sceriffo ma né lui né il sindaco si dimostrano interessati alle sorti di Michelle. Anche tutti gli uomini della città che erano a una riunione con il sindaco trovano una scusa per non aiutare Jeanie e sorella Nancy ma, come il dottor Jason sospettava, si recano al bar per proseguire lì le loro chiacchiere. Jeanie allora offre una ricompensa per il ritrovamento di Michelle, che verrà ricavata dalla generosità di tutti gli uomini del paese che, essendo troppo impegnati con le loro faccende, si sentiranno almeno in dovere di aiutare l'orfanotrofio con una piccola donazione. Messi alle strette, gli abitanti riempiono un boccale con delle monetine e iniziano subito a cercare Michelle al fine di intascare la ricompensa. Michelle viene trovata nella soffitta dell'orfanotrofio da Jeanie, che guadagna il contenuto del boccale e lo dona all'orfanotrofio. |                   |         |
| 43 | La signorina Conrad non deve morire 「先生を助けろ!」 - Sensei o tasukero! | 5 agosto 1993     |         |
| 43 | Jeanie sta per tornare a casa ma i ragazzi la implorano di rimanere, soprattutto perché le condizioni di salute della signorina Conrad peggiorano sempre di più. Un topolino preso in amicizia da Sam mangia tutte le provviste rimaste nella dispensa, così i ragazzi vanno nel frutteto del sindaco a cogliere delle pere per sorella Nancy. Il sindaco viene a sapere dell'accaduto ed esige un risarcimento di 5 dollari, che Jeanie si impegna a procurare nei prossimi giorni. |                   |         |
| 44 | La grande decisione di Jeanie 「ジェニーの決断」 - Jenī no ketsudan | 12 agosto 1993    |         |
| 44 | Sam accompagna Sally, che gli ha chiesto di giocare con lui, nella cantina dell'orfanotrofio, dove però scoppia un incendio. Per fortuna Stephen arriva al momento giusto per salvare i bambini. Il sindaco, nonché padre di Sally, è ancora più adirato dopo quanto accaduto e l'idea di Jeanie di cercare un lavoro per guadagnare i cinque dollari non funziona, perché i bambini sono malvoluti in tutto il paese. Per risanare questa ostilità, Jeanie e Stephen insegnano ai bambini a cantare e li fanno esibire in coro dopo la messa del giorno seguente, guadagnando anche un'offerta sufficiente a coprire il debito. Jeanie infine decide di diventare ufficialmente un'educatrice dell'orfanotrofio. |                   |         |
| 45 | Addio Bessy 「さよならベッシー」 - Sayonara Besshī | 19 agosto 1993    |         |
| 45 | Daniel Peters, un ricco uomo d'affari, s'interessa all'orfanotrofio e annuncia che verrà a visitarlo. I ragazzi preparano tutto a festa per accoglierlo ma l'ospite si prende la libertà di perturbare l'ambiente per le fotografie della sua intervista, che dovranno impietosire i lettori ed esaltare il semplice gesto di carità compiuto da Peters con una visita e il dono di qualche caramella. L'uomo inoltre decide di adottare Bessy, la quale è felice di diventare una bambina ricca ma cambia idea quando le verrà detto che dovrà lasciare l'orfanotrofio e la sua famiglia. Bessy sceglie comunque di andare a malincuore, sapendo che senza di lei ci sarà una bocca in meno da sfamare, e Stephen e il dottor Jason scoprono appena in tempo che l'adozione di Bessy altro non è che un metodo per guadagnare consensi elettorali. Sorella Nancy allora declina il permesso di adottare la bambina per un fine materialistico come quello. |                   |         |
| 46 | La figlia del signor Turner 「初めてのディナー」 - Hajimete no dinā | 26 agosto 1993    |         |
| 46 | Sally si sente sola perché i suoi genitori non passano mai del tempo con lei, vorrebbe avere qualche amico con cui giocare e chiede ai bambini dell'orfanotrofio di poter stare con loro. Senza dirlo ai grandi, Sally resta a dormire all'orfanotrofio e Bessy prende il posto della sua nuova amica andando a dormire a casa sua. Il sindaco si accorge dello scambio il giorno dopo e va su tutte le furie, minacciando drastiche conseguenze per l'orfanotrofio. Sally scappa in segno di protesta nei confronti del padre, il quale accusa ancora una volta i bambini dell'orfanotrofio di averla rapita. |                   |         |
| 47 | Genitori e amici 「嵐の夜の漂流者」 - Arashi no yoru no hyōryūsha | 2 settembre 1993  |         |
| 47 | Il sindaco, lo sceriffo e i suoi uomini cercano Sally per tutto il paese e i ragazzi dell'orfanotrofio fanno altrettanto. Jack e Bessy la trovano rifugiata in una barchetta di legno marcio e non riescono a convincerla a tornare da suo padre. Quando il sindaco raggiunge la barca in riva al lago minaccia i ragazzi con la forza, i quali salgono a bordo e prendono il largo. Intanto inizia una tempesta che impedisce a Jeanie, Stephen e al signor Turner di ritrovare i ragazzi fino al mattino seguente. Sally è ancora restia a voler tornare dal padre ma i ragazzi la aiutano a prendere la decisione giusta. Dopo quanto accaduto il sindaco diventa più tollerante nei confronti dei ragazzi dell'orfanotrofio e inizia a sostenerlo economicamente. |                   |         |
| 48 | Una visita inattesa 「たちのきの木」 - Tachinoki no ki | 9 settembre 1993  |         |
| 48 | Il terreno su cui è edificato l'orfanotrofio è stato acquistato da un altro proprietario, che costringe sorella Nancy e i bambini ad andarsene a meno che non acquisteranno la casa per 500 dollari. In quei giorni si fa vivo Dick, che un tempo era promesso sposo della signorina Conrad sebbene lei amasse Jason, ma alla fine sorella Nancy non sposò neanche lui perché il matrimonio lo avrebbe allontanato dai suoi studi medici. Dick offre la quota di acquisto dell'orfanotrofio a Nancy in cambio di sposarsi con lei, ed ella è tentata di accettare per il solo desiderio di salvare i bambini. Anche Stephen agisce come il dottor Jason in passato e vende la sua armonica, abbandonando il suo sogno di diventare compositore, per regalare un anello di fidanzamento a Jeanie, e decide di continuare a studiare legge a Pittsburgh per poter mantenere una famiglia in futuro. Jeanie è sconvolta da questa notizia e scappa da Stephen come fece sorella Nancy con Jason, sperando che dimenticandosi di lei possa tornare a perseguire il suo sogno.                              |                   |         |
| 49 | La cosa più importante 「真実のプロポーズ」 - Shinjitsu no puropōzu | 16 settembre 1993 |         |
| 49 | Stephen si ricorda di aver visto Dick confabulare con l'avvocato che ha notificato del cambio di proprietà, e ha motivo di credere che Dick abbia attuato tutto ciò per costringere sorella Nancy ad accettare il suo aiuto e a sposarlo. Vedendo che Nancy, anche alla luce di questo, intende accettare la proposta di Dick per salvare i bambini, il dottor Jason decide di lasciare il paese. Jeanie e Stephen vanno a casa sua per dissuaderlo ma arrivano quando lui è già partito. Ciononostante trovano la somma per riscattare l'orfanotrofio, la consegnano a Dick, e corrono alla stazione per fermare il dottore. Egli non è partito, e si riconcilia con Nancy. Anche Jeanie chiede scusa a Stephen per come si è comportata con lui. |                   |         |
| 50 | Quando i sogni diventano realtà 「夢かなうとき」 - Yume kanau toki | 16 settembre 1993 |         |
| 50 | Passa del tempo, Nancy e Jason si sono sposati, l'ambulatorio è stato spostato nell'orfanotrofio e Jeanie inizia finalmente a esercitare il suo tirocinio. Bill si ricongiunge con Jeanie e Stephen per riferire al suo amico che un editore vuole comprare i diritti d'autore delle sue canzoni. Una tromba d'aria si abbatte su Toledo e distrugge tutto il paese, compreso l'orfanotrofio. Stephen chiede a Bill di aiutarli a racimolare il denaro sufficiente per ricostruirlo con uno spettacolo di beneficenza e l'amico accetta senza rivelare che non può più suonare. Intanto Jack rimane affascinato dal lavoro di Bill e decide che da grande seguirà le sue orme. |                   |         |
| 51 | La fine di un amore 「愛が消えた冬の日」 - Ai ga kieta fuyu no nichi | 30 settembre 1993 |         |
| 51 | Bill non ha ancora superato un blocco creativo, per il quale ha smesso di suonare il banjo e ha lasciato la sua banda. Essendo rimasto per molto tempo senza suonare e fuori allenamento, non può riprendere a farlo a ridosso del concerto, ma non è riuscito a confessarlo ai suoi amici e ha mentito dicendo di poterlo fare. Per uscire dalla situazione finge di essersi rotto un braccio con un lavoro manuale, ma la verità viene presto a galla. Il concerto viene annullato e i bambini, con le indicazioni di Bill, si rimboccano le maniche per ricostruire autonomamente la loro casa. Stephen non può più aspettare di andare a New York a firmare il contratto di vendita delle sue canzoni e parte non appena gli è possibile, anche se questo gli costerà l'amore di Jeanie. |                   |         |
| 52 | Il coro dell'amore 「風の色のハーモニー」 - Kaze no shoku no hāmonī | 30 settembre 1993 |         |
| 52 | Il teatro dell'opera non permette l'annullamento dello spettacolo senza il pagamento di centocinquanta dollari, così i bambini si esibiranno cantando con l'accompagnamento di Jack al banjo. Stephen incontra i vecchi compagni di Bill, i quali gli raccontano che il suo amico ha smesso di suonare perché non ha mai considerato la musica come mezzo espressivo, e una volta affinata la tecnica gli è mancato il sentimento da infondere nelle note. Stephen si rivede nell'esperienza che ha avuto Bill e torna a Toledo per farsi perdonare. Anche Bill finalmente apprende la vera essenza della musica e si esibisce sul palco, con Stephen al pianoforte e Jeanie al canto assieme ai bambini, tutti e tre uniti come una volta. Il futuro riserverà tanta felicità a Stephen, che comporrà più di duecento canzoni destinate ad essere ascoltate dai cuori di tutte le persone del mondo. Egli si sposerà con Jeanie nel 1850 e insieme avranno una bambina. |                   |         |

## Distribuzione
La serie è stata distribuita nel mondo con i seguenti titoli:
- 風の中の少女 金髪のジェニー
- Dulce Jana
- Fiocchi di cotone per Jeanie
- Jeanie mit den hellbraunen Haaren
- Le rêve de Jeannie
- أبنتي العزيزة .. راوية